# Das Geld der anderen
Das Geld der anderen (Originaltitel: L’Argent des autres) ist ein französisches Filmdrama mit Jean-Louis Trintignant und Catherine Deneuve aus dem Jahr 1978. Als literarische Vorlage diente ein Roman von Nancy Markham.

## Handlung
Henri Rainier ist seit 15 Jahren als Prokurist bei einer renommierten Pariser Bank angestellt. Im Glauben, seine Vorgesetzten seien damit einverstanden, gewährt er einem Kunden namens Claude Chevalier d’Aven einen hohen Kredit. Dieser stellt sich jedoch als Betrüger heraus, durch dessen riskante Anlage-Fonds zahlreiche Kleinanleger ihr Erspartes verlieren. Als der Finanzskandal den Ruf der Bank irreparabel zu schädigen droht, versuchen die Bankmanager und vor allem der Bankdirektor Miremont, sich der Verantwortung zu entziehen, indem sie Henri die alleinige Schuld zuschieben. Es ist schließlich Henris Freund und Vorgesetzter Vincent, der Miremont rät, Henri fristlos zu entlassen.
Seiner Frau Cécile und den gemeinsamen Töchtern verschweigt Henri zunächst, dass er entlassen wurde. Als sie ohne ihn verreisen, verbrennt er seine alten Visitenkarten und versucht, eine neue Stelle zu finden. Bei einem Bewerbungsgespräch sitzt er zunächst allein in einem weißen Zimmer. Befragt wird er über eine Gegensprechanlage von einer Frau in einem angrenzenden Raum, der nur durch einen einseitig durchsichtigen Spiegel abgetrennt ist. Anschließend soll er sich von Angesicht zu Angesicht seinen potentiellen neuen Arbeitgebern empfehlen. Diese lassen sich jedoch nicht überzeugen, dass nicht er, sondern Bankdirektor Miremont höchstpersönlich die Millionenpleite seiner Bank verschuldet hat. Schließlich hatte Henri lediglich Chevalier d’Aven persönlich betreut, ihn beispielsweise auf einer Flugreise begleitet, jedoch nicht dessen geschäftliche Transaktionen beaufsichtigt.
Henris Frau Cécile, die nach ihrer Rückkehr von seiner Entlassung erfährt, und die Gewerkschafterin Arlette raten ihm, die Bank zu verklagen. Dafür braucht er jedoch Beweise. Unterstützt von Cécile stößt Henri bei seinen Nachforschungen auf weitere undurchsichtige und fragwürdige Transaktionen der Bank. Auf der Suche nach einem Dokument, das ihn eindeutig entlastet, schließt er sich in das Archiv der Bank ein. Miremont klingelt und pocht an die Tür des Archivs – damit drohend, die Polizei zu alarmieren. Nach einem telefonischen Hinweis des Archivars findet Henri das nötige Papier. Nachdem er sich weitere brisante Papiere in die Hose gesteckt hat, verlässt er – ohne von Miremont aufgehalten zu werden – die Bank, vor der Cécile im Auto bereits auf ihn wartet.
Ein Jahr später wird der Fall vor Gericht verhandelt. Zwar bleibt Henri bei seinem Kampf um seinen guten Ruf letztlich erfolglos, doch als Mensch ist er gereift und er fühlt sich unabhängiger denn je. Auch einen neuen Job – diesmal im Weingeschäft – hat er in Aussicht, vermittelt ausgerechnet von seinem Freund Vincent, der am Komplott gegen ihn nicht unschuldig war. Die letzte Szene zeigt Henri als Moderator bei einer fingierten Weinprobe.

## Hintergrund
Die Dreharbeiten fanden von Februar bis April 1978 in Paris statt. Die im Film während der Flugreise gezeigten Zeichentrickaufnahmen wurden durch den Animator Michel Gauthier realisiert. Die Hauptdarsteller Jean-Louis Trintignant und Catherine Deneuve hatten bereits 1975 für Die Entfesselten gemeinsam vor der Kamera gestanden. 1980 drehten sie Die Männer, die ich liebte und 1984 folgte mit Le bon Plaisir – Eine politische Liebesaffäre eine weitere Zusammenarbeit der beiden Schauspieler.
Das Geld der anderen feierte am 27. September 1978 in Frankreich Premiere. In Deutschland wurde das Filmdrama erstmals am 28. September 1992 im Fernsehen gezeigt.

## Kritiken
Für das Lexikon des internationalen Films war Das Geld der anderen „[e]ine ästhetisch hervorragende, zudem spannende und vergnügliche dramatische Komödie um Hierarchien und ihre politischen und persönlichen Konsequenzen“. Cinema sah einen „fesselnd erzählte[n] Film“, der „vergnüglich die Untiefen der Finanzwelt [ausleuchtet]“ und dem „gekonnt“ eine „Balance zwischen Thriller, Drama und komödiantischen Elementen“ gelinge. Die Darsteller seien zudem hervorragend. Prisma zufolge biete der Film „[d]ank der exzellenten Besetzung – allen voran das Hauptdarstellerpaar Jean-Louis Trintignant und Catherine Deneuve – […] beste Unterhaltung“.

## Auszeichnungen
Das Geld der anderen war bei der César-Verleihung 1979 fünffach nominiert. In den Kategorien Bester Film und Beste Regie wurde der Film mit dem César ausgezeichnet. In den Kategorien Bester Nebendarsteller (Michel Serrault), Bester Schnitt (Jean Ravel) und Bestes Drehbuch (Christian de Chalonge, Pierre Dumayet) unterlag er der Konkurrenz. Regisseur Christian de Chalonge erhielt neben dem César auch den Louis-Delluc-Preis.

## Deutsche Fassung
Die deutsche Synchronfassung entstand 1988 in München.
| Rolle                   | Darsteller             | Synchronsprecher     |
| ----------------------- | ---------------------- | -------------------- |
| Henri Rainier           | Jean-Louis Trintignant | Peter Fricke         |
| Cécile Rainier          | Catherine Deneuve      | Renate Küster        |
| Claude Chevalier d’Aven | Claude Brasseur        | Erik Schumann        |
| Miremont                | Michel Serrault        | Hans-Michael Rehberg |
| De Nully                | Gérard Séty            | Horst Raspe          |
| Helldorf                | Jean Leuvrais          | Klaus Kindler        |
| Vincent                 | François Perrot        | Reinhard Glemnitz    |
| Blue                    | Umberto Orsini         | Wolfgang Hess        |
| Torrent                 | Francis Lemaire        | Jochen Striebeck     |
| Archivar Bignon         | Michel Delahaye        | Werner Abrolat       |